# Eburodacrys raripila
Eburodacrys raripila là một loài bọ cánh cứng trong họ Cerambycidae.